# Jürgen Pettinger

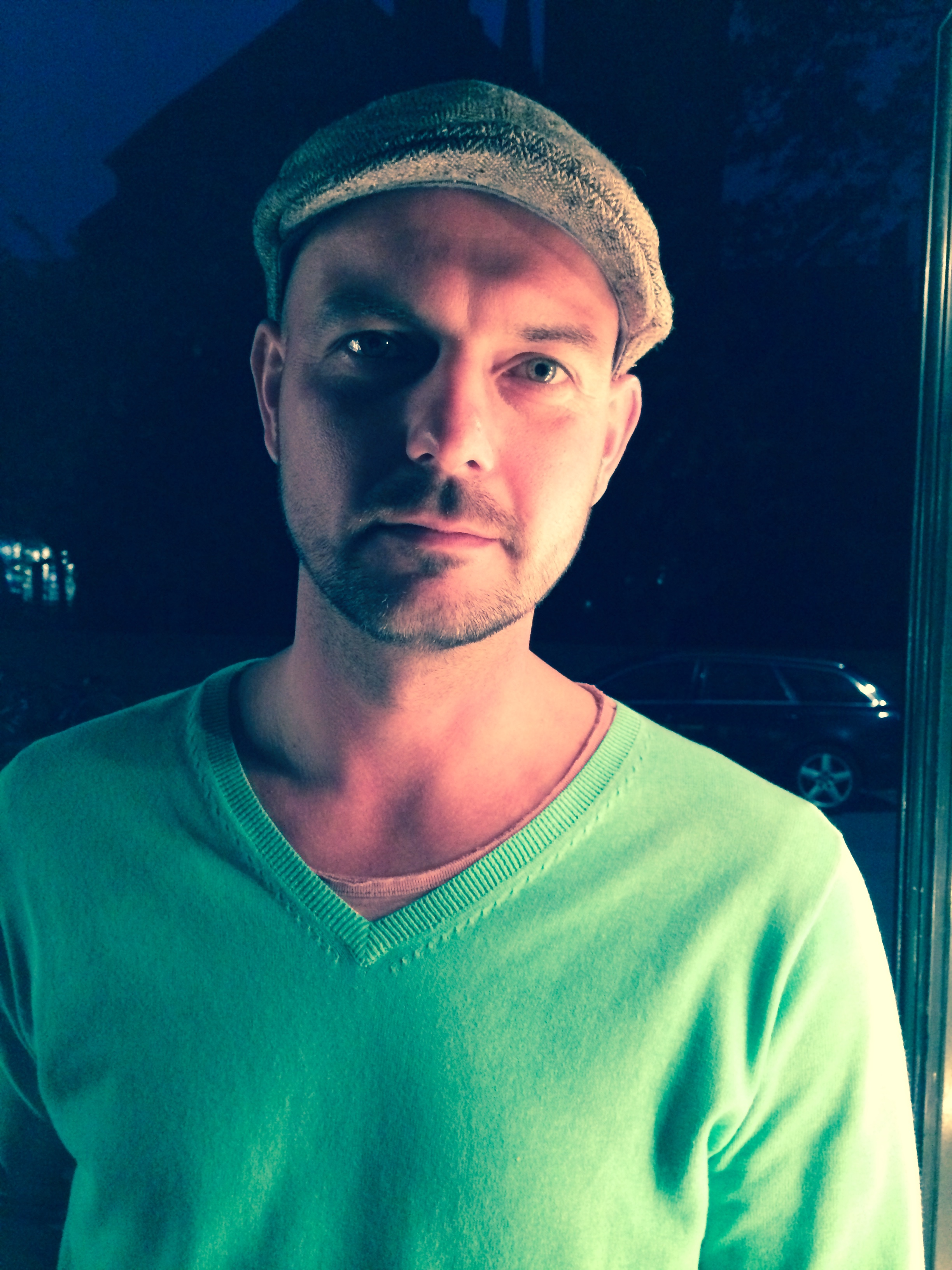
Jürgen Pettinger (2019)

Jürgen Pettinger (* 20. März 1976 in Linz, Oberösterreich) ist ein österreichischer Journalist, Moderator und Autor.

## Biografie
Nach der Matura ging er 1994 nach Innsbruck und begann ein Biologie-Studium. Während des Studiums arbeitete er bei diversen Radiostationen in Tirol als Moderator und Redakteur.
2006 wechselte er als Redakteur im Aktuellen Dienst und Sprecher für Radio und Fernsehen ins ORF-Landesstudio Tirol in Innsbruck. 2008 schloss Pettinger das Hochschulstudium Wirtschaft und Management am Management Center Innsbruck (MCI) ab. Das Studium absolvierte er neben seiner Tätigkeit beim ORF. Von 2009 bis 2012 moderierte er die tägliche Fernsehsendung Tirol heute. Seit 2012 arbeitet er als Redakteur, Reporter und Moderator für die Zeit im Bild des ORF in Wien, zunächst im Ressort Innenpolitik, seit 2013 in der Info-Redaktion von ORFeins und derzeit bei Ö1. Er hat mehrere Dokumentationen für die Doku-Reihe DOKeins auf ORFeins gestaltet, darunter Voyage, Voyage – Völkerwanderung 2.0 oder die im Libanon und Österreich zeitgleich gedrehte TV-Dokumentation Heimat-Verbunden. Durch Krieg und Flucht getrennt.
In dem Radio-Feature Mit einem Warmen kein Pardon. Der Fall Franz Doms setzt sich Jürgen Pettinger 2017 mit dem Leben eines homosexuellen Jugendlichen während des Nazi-Regimes, der systematischen Verfolgung von Homosexuellen und eventuellen Gemeinsamkeiten zur heutigen Zeit auseinander. Diese Hördokumentation wurde auch im SWR Radio in Deutschland ausgestrahlt. Pettinger berichtet für den ORF regelmäßig auch vom Eurovision Song Contest aus den jeweiligen Austragungsländern. Seit Oktober 2018 moderiert er regelmäßig die Nachrichtensendungen ZIBflash, ZIB18, ZIB20 und ZIB24 auf ORF1.
In seinen Arbeiten beschäftigt sich Pettinger vorwiegend mit den Lebensgeschichten und dem Alltag von außergewöhnlichen Menschen. Seine Bücher beruhen auf wahren Begebenheiten und sind immer bis ins Detail recherchiert. In seiner Erzählweise orientiert sich Pettinger an romanhaften Biografien oder Romanbiografien.
Sein erstes Buch hat er gemeinsam mit der österreichisch TV-Moderatorin Eser Akbaba über deren Leben als Gastarbeiterkind verfasst. In Sie sprechen ja Deutsch prallen Träume und Wirklichkeit einer jungen Österreicherin mit anatolischen Wurzeln aufeinander. Vor allem interessieren Pettinger queere Lebenswirklichkeiten. In Franz – Schwul unterm Hakenkreuz beschäftigt er sich mit den letzten Lebensjahren des jungen Franz Doms, der 1944 von einem NS-Gericht in Wien zum Tode verurteilt und hingerichtet wurde, weil er schwul war. Ein Radio-Feature über das Leben des Franz Doms mit dem Titel Mit einem Warmen kein Pardon wurde sowohl im österreichischen Radiosender Ö1, als auch in Deutschland von SWR 3 ausgestrahlt. Jürgen Pettinger wurde für das Feature und andere TV- und Radioproduktionen in Österreich und Deutschland mit mehreren Preisen ausgezeichnet. 2025 wurde das Drehbuch mit dem Titel Die Akte Doms des Drehbuchautors und Regisseurs Jakob M. Erwa (Produktion Bavaria Fiction), basierend auf Pettingers Roman Franz – Schwul unterm Hakenkreuz im Rahmen der Berlinale für den Deutschen Drehbuchpreis nominiert.
In seiner Romanbiografie Dorothea – Queere Heldin unterm Hakenkreuz beschäftigt Pettinger sich mit der Lebensgeschichte der in Österreich bekannten Theaterschauspielerin Dorothea Neff, die zwischen 1940 und 1945 unter Lebensgefahr ihre jüdische Lebensgefährtin bei sich in der Wohnung versteckt hielt. Dem Autor geht es mit seinen Texten vor allem darum, queere Geschichte aufzuarbeiten und erlebbar zu machen. Aufgrund von Verbotsgesetzen für Homosexualität und gesellschaftlicher Ächtung wurden Schwule, Lesben, Bisexuelle, transidente Menschen oder Interpersonen auch nach dem Ende des NS-Regimes noch viele Jahrzehnte lang verfolgt, ausgegrenzt und totgeschwiegen. Pettinger will zeigen, dass queere Menschen von heute auf den Schultern queerer Menschen von damals stehen.

## Publikationen
- Eser Akbaba, Jürgen Pettinger: Sie şprechen ja Deutsch! Traum und Wirklichkeit einer anatolischen Österreicherin. Verlag Kremayr & Scheriau, 2020, ISBN 978-3-218-01205-8.[17]
- Jürgen Pettinger: Franz – Schwul unterm Hakenkreuz. Verlag Kremayr & Scheriau, 2021, ISBN 978-3-218-01286-7.
- Jürgen Pettinger: Dorothea – Queere Heldin unterm Hakenkreuz. Verlag Kremayr & Scheriau, 2023, ISBN 978-3-218-01404-5.[18]

## Auszeichnungen
- 2014: ÖZIV Medienpreis in der Kategorie Elektronische Medien[19]
- 2016: Prälat-Leopold-Ungar-JournalistInnenpreis in der Kategorie TV[20]
- 2018: Prof. Claus Gatterer-Preis – Ehrende Anerkennung für das Radiofeature Mit einem Warmen kein Pardon. Der Fall Franz Doms[21]
- 2019: Radiopreis der Erwachsenenbildung Österreich – Nominierung in der Kategorie Information für das Radiofeature Mit einem Warmen kein Pardon. Der Fall Franz Doms[22]
- 2019: dokKa-Preis für ausgezeichnete Hördokumentation – Beste Hördokumentation im Rahmen des Dokumentarfestivals DokKa in Karlsruhe für das Radiofeature Mit einem Warmen kein Pardon. Der Fall Franz Doms[23]
- 2019: Fernsehpreis der Erwachsenenbildung Österreich – Nominierung in der Kategorie Sendereihe für die Dokumentarserie Zeitgeschichten[24]
- 2025: New York Festivals International Radio Awards – Silber in der Kategorie Documentary für das Radiofeature Liebe ist Alles - Der Mut der Schauspielerin Dorothea Neff[25]